# Diecezja Acqui
Diecezja Acqui (łac. Diœcesis Aquensis) – diecezja Kościoła rzymskokatolickiego we Włoszech, w metropolii Turynu. Została erygowana w IV wieku. Parafie diecezji położone są w aż pięciu świeckich prowincjach, należących do dwóch regionów administracyjnych. Są to prowincja Genua i prowincja Savona w Ligurii oraz prowincja Alessandria, prowincja Asti i prowincja Cuneo w Piemoncie.

## Główne świątynie
- Katedra: Katedra Matki Bożej Wniebowziętej w Acqui Terme
- Bazylika mniejsza: Bazylika św. Piotra w Acqui Terme

## Biskupi diecezjalni
- Gwidon z Acqui (1034-1070)
- Qpizzone (1070-1073)
- Alberto (1073-1097)
- Azzone (1098-1135)
- Uberto (ok. 1137-1148)
- Enrico (1149-ok. 1153)
- Guglielmo (1153-1169)
- Galdino (1169-1177)
- Ugo Tornielli (1183-1213)
- Anzelmo (objął urząd ok. 1213)
- Ottone (1231-1238)
- Giacomo di Castagnole (1239-1240)
- Guglielmo (1240-1251)
- Alberto dei Marchesi di Incisa (1251-1252)
- Enrico (1252-1258)
- Alberto (1258-1270)
- Baudicio (1276-1277)
- Oglerio (1283-1304)
- Oddone Belingeri (1305-1334)
- Ottobono del Carretto (1335-1342)
- Guido de Ancisa (1342-1367)
- Giacomo (1373)
- Francesco (1373-1380)
- Corrado Malaspina OFM (objął urząd w 1380)
- Enrico Scarampi (1396-1403)
- Bonifacio da Corgnato OFM (objął urząd w 1403)
- Percivalle di Sigismondo (objął urząd w 1408)
- Matteo Gisalberti (1423-1427)
- Bonifacio di Sigismondo (objął urząd w 1427)
- Tommaso de Regibus (1450-1483)
- Costantino Marcuchi (1484-1497)
- Ludovico Bruno (1499-1508)
- Domenico Solino (objął urząd w 1508)
- Gianvincenzo Carafa (1528-1534)
- Pierre Van Der Worst (1535-1549)
- Bonaventura Fauni-Pio OFMConv. (1549-1558)
- Pietro Fauno Costacciaro (1558-1585)
- Giovanni Francesco Biandrate di San Giorgio (1585-1598)
- Camillo Beccio OSA (1598-1620)
- Gregorius Pedrocca OFM (1620-1632)
- Felix Crocca OFMConv. (1632-1645)
- Giovanni Ambrogio Bicuti (1647-1675)
- Carlo Antonio Gozzano (1675-1721)
- Giovanni Battista Rotario da Pralormo (1727-1744)
- Alessio Ignazio Marucchi (1744-1754)
- Carlo Giuseppe Capra (1755-1772)
- Giuseppe Maria Corte (1773-1783)
- Carlo Luigi Buronzo del Signore (1784-1791)
- Giacinto della Torre OESA (1797-1805)
- Maurice-Jean-Madeleine de Broglie (1805-1807)
- Luigi Antonio Arrighi de Casanova (1807-1809)
- Carlo Giuseppe Maria Sappa de Milanes (1817-1834)
- Modesto Contratto OFMCap. (1836-1867)
- Giuseppe Maria Sciandra (1871-1888)
- Józef Marello OSI (1889-1895)
- Pietro Balestra OFMConv. (1895-1900)
- Disma Marchese (1901-1925)
- Lorenzo Del Ponte (1926-1942)
- Giuseppe Dell’Omo (1943-1976)
- Giuseppe Moizo (1976-1979)
- Livio Maritano (1979-2000)
- Pier Giorgio Micchiardi (2000-2018)
  - Carlo Maria Redaelli (2016-2018) wizytator apostolski
- Luigi Testore (od 2018)